# 烏來溫泉
24°51′55″N 121°33′06″E / 24.865307°N 121.551662°E

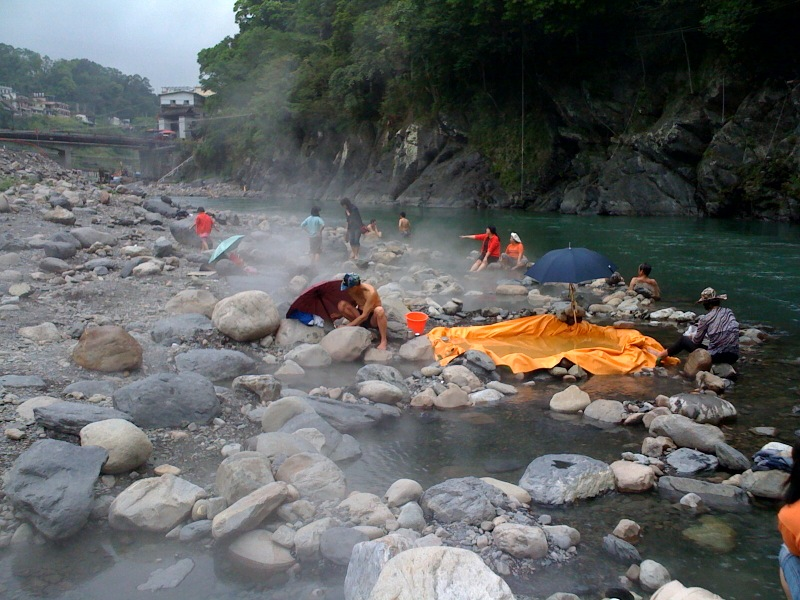
烏來野溪溫泉

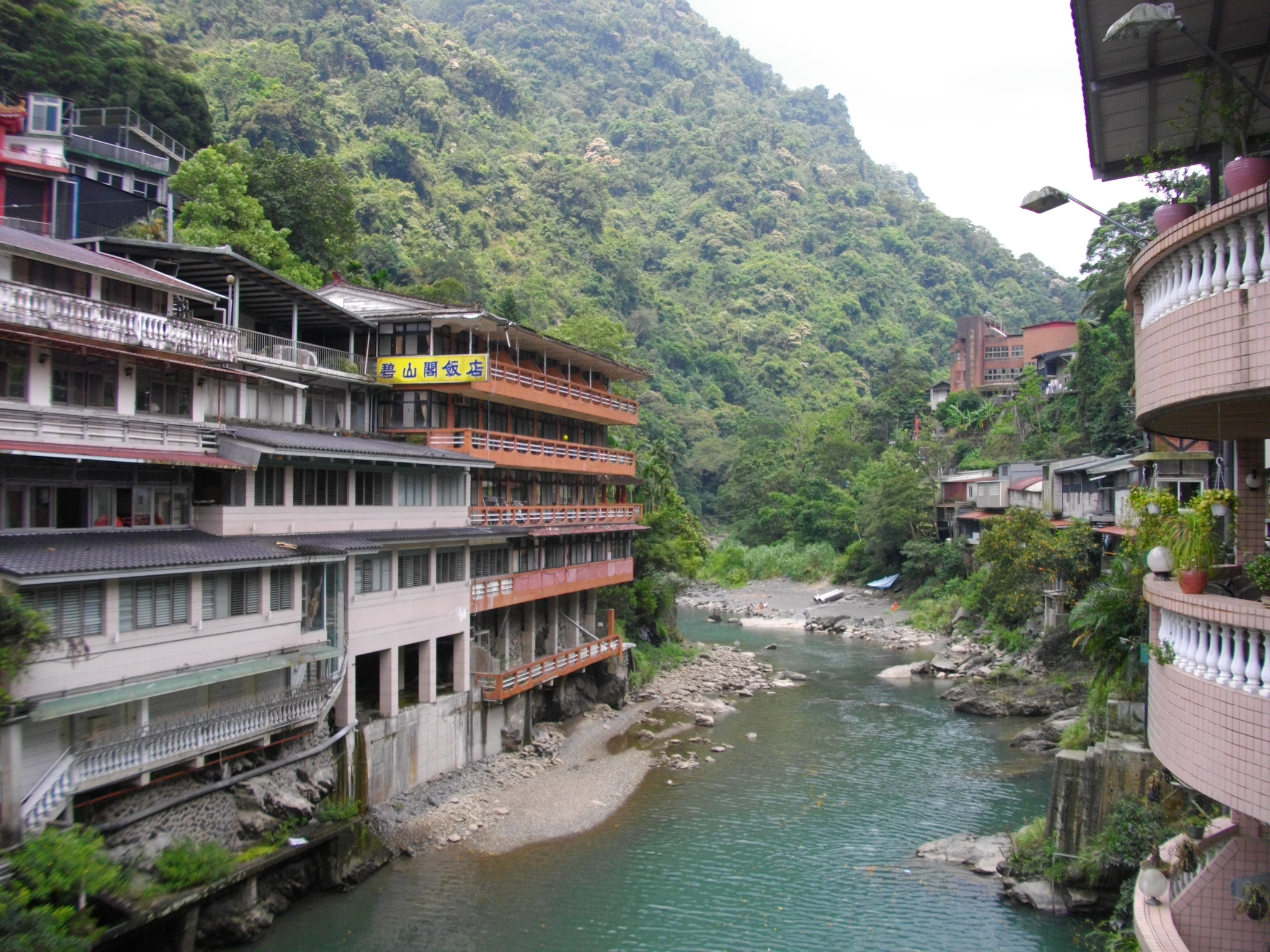
烏來溫泉區

烏來溫泉位於臺灣北部新北市烏來區，烏來是臺灣原住民泰雅族語中冒煙的熱水的音譯，溫泉主要沿著南勢溪與桶後溪交會口西側分布，是屬於雪山山脈帶的變質岩區溫泉，附近的懸崖峭壁可觀察到四棱砂岩、乾溝層、粗窟砂岩、大桶山層和澳底層。烏來溫泉推測來自附近插天山背斜形成過程中所形成的裂隙，溫泉出露點多在此背斜的軸部。

## 歷史
烏來溫泉開發於台灣日治時期。
2012年，經濟部中央地調所開始密集監測附近區域，發現在南勢溪左岸，也就是溫泉區的西側，約有30公頃的飽含地下水、具有潛在滑動風險的坡地。2015年，強烈颱風蘇迪勒造成烏來地區南勢溪上游、忠治里和福山里等共56.89公頃的大規模崩塌，又與前述監測地區不同，引發關注。
2018年5月18日，新北市政府高灘地工程管理處拆除烏來野溪露天溫泉的私設棚架、泉池等設施。多年來缺乏有效管理的現象獲得緩解，市政府則表示未來將有設立河濱公園的規劃。2022年，內政部審議通過「烏來水源特定區第三次通盤檢討」，新北市政府續於12月通過「台北水源特定區計畫第三次通盤檢討」案，繼續推進烏來溫泉的法制化。

## 泉質
烏來溫泉水質清澈透明，可飲用，最高水溫可達78℃，酸鹼值Ph7-8，水中碳酸氫根離子約848ppm，鈉離子約417ppm，是中性碳酸氫鈉泉。碳酸氫鈉泉又稱美人湯，對皮膚有修補作用。

## 軼事
- 2018年OpView社群口碑資料庫調查，烏來溫泉位列全台熱門溫泉排行第一[4]。

## 外部連結
- 烏來溫泉-新北市觀光旅遊網 （页面存档备份，存于）